# Kinnarp
Kinnarp is een plaats in de gemeente Falköping in het landschap Västergötland en de provincie Västra Götalands län in Zweden. De plaats heeft 948 inwoners (2005) en een oppervlakte van 129 hectare.

## Verkeer en vervoer
Bij de plaats loopt de Riksväg 46.